# اليوم (فلم 2011)
اليوم (بالإنجليزية: The Day) هو فيلم حركة ودراما ورعب تم إنتاجه في الولايات المتحدة وكندا وصدر سنة 2011 بطولة آشلي بيل وشون أشمور وشانين سوسامون ودومينيك موناغان وكوري هاردريكت.

## القصة
مجموعة مكونة من 5 أشخاص يجب عليهم فعل كل ما في وسعهم من أجل البقاء أحياء. يلجأون لمنزلٍ في مزرعة مهجورة ظنًا منهم أنهم سيرتاحون هناك. لكن يكتشفون المصيبة الكبرى حين يجدون أنفسهم محاصرين من كل جانبٍ من قبل مجموعة مفترسة متعطشة للدماء. يُجبر كل فردٍ من هؤلاء الخمسة على فعل ما في وسعه من أجل الحفاظ على نفسه من الهلاك والموت على يد هؤلاء القتلة لتبدأ معركة حياةٍ أو موت.

## الميزانية والإيرادات
حقق الفيلم أرباح تقدر 20,984 دولار فقط.

## وصلات خارجية
- مقالات تستعمل روابط فنية بلا صلة مع ويكي بيانات

اليوم على IMDb
اليوم على Rotten Tomatos